# Chen Nan
Dans ce nom chinois, le nom de famille, Chen, précède le nom personnel.
Chen Nan (en chinois : 陳楠), née le 8 janvier 1983, à Qingdao, dans la province du Shandong, en Chine, est une joueuse chinoise de basket-ball. Elle évolue au poste de pivot.

## Palmarès
- Championne d'Asie 2009
- Championne d'Asie 2011